# Ildefonz
Az Ildefonz germán eredetű férfinév, jelentése: harc + kész(séges).

## Gyakorisága
Az 1990-es években szórványos név, a 2000-es években nem szerepel a 100 leggyakoribb férfinév között.

## Névnapok
- január 23.[2]

## Híres Ildefonzok
- Szent Ildefonz (607 – 667) spanyol püspök